# Louis Jacques Thénard

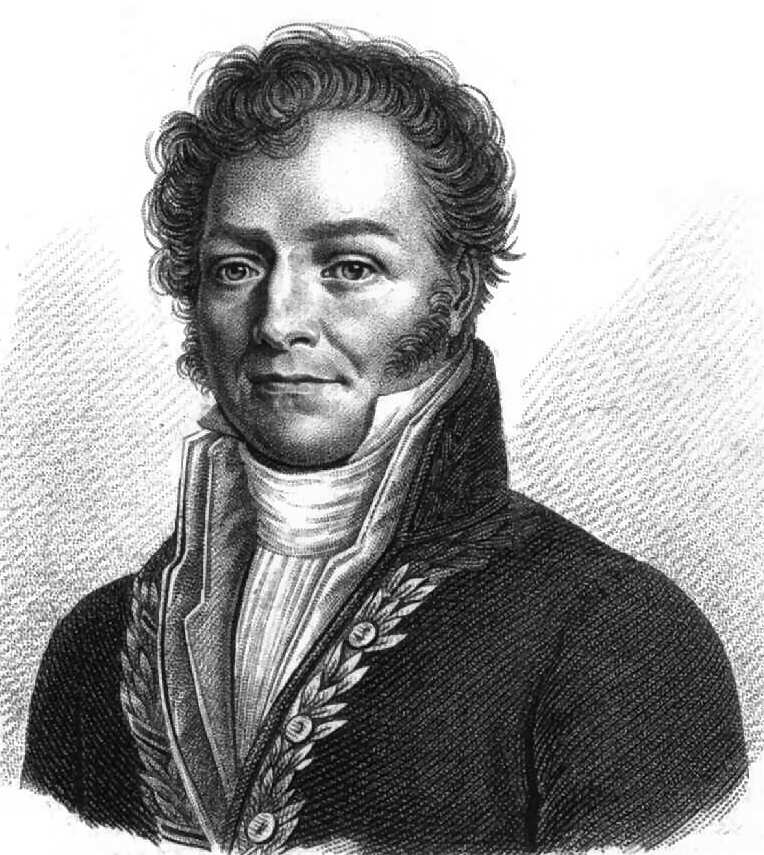
Louis Jacques Thénard

Louis Jacques Thénard (* 4. Mai 1777 in La Louptière, nahe Nogent-sur-Seine (Aube); † 21. Juni 1857 in Paris) war ein französischer Chemiker.

## Leben
Thénard war der zweite Sohn von Étienne Amable Thénard (1738–1809) und seiner Frau Cécile Thénard, geborene Savourat, einer armen Bauernfamilie, die insgesamt sieben Kinder hatte. Er wurde durch einen lokalen katholischen Priester gefördert, sodass er im Alter von elf Jahren auf die Akademie in Sens geschickt werden konnte.
Mit sechzehn Jahren ging er nach Paris, um Pharmazie zu studieren. Dort hörte er Vorlesungen von Antoine François de Fourcroy (1755–1809) und Louis-Nicolas Vauquelin (1763–1829) und erhielt in bescheidenem Umfang Zutritt zu Vauquelins Laboratorium. Er machte so schnelle Fortschritte, dass er nach zwei oder drei Jahren den Platz seines Lehrers bei den Vorlesungen einnehmen konnte. Fourcroy und Vauquelin waren so angetan von ihm, dass sie für ihn 1797 die Stelle eines Chemielehrers und 1798 eine Stelle als Repetitor an der École polytechnique einrichteten. Vauquelin gab 1804 seine Professur am Collège de France auf und nutzte seinen Einfluss, um die Stelle an Thénard zu vergeben. Sechs Jahre später, nach Fourcroys Tod, wurde er zum Vorsitzenden des Bereichs Chemie an der École Polytechnique gewählt. 1809 wurde ihm gemeinsam mit Joseph Louis Gay-Lussac durch die mathematisch-physikalische Klasse des Institut de France der von Napoleon Bonaparte ausgesetzte Galvanische Preis von 3000 Francs zuerkannt.
Am 11. August 1814 heiratete er Jeanne Victoire Humblot-Conté (1795–1855).
Auch als Mitglied der Akademie wurde er Fourcroys Nachfolger. 1825 empfing er von König Charles X. den Titel eines Barons; 1832 machte ihn Louis Philippe zum Mitglied des Erbadels. Von 1827 bis 1830 vertrat er das Département Yonne in der Deputiertenkammer. Als Vizepräsident des Conseil Supérieur de l’Instruction Publique (etwa: Hoher Rat für öffentliche Erziehung) hatte er großen Einfluss auf die wissenschaftliche Ausbildung in Frankreich.
Vor allem anderen war Thénard Lehrer. Wie er selbst sagte, müssen der Professor, die Assistenten, das Labor und alles andere den Studenten gewidmet werden. Wie die meisten großen Lehrer veröffentlichte er ein Lehrbuch. Sein Traité de chimie élémentaire, théorique et pratique (4 Bände, Paris, 1813–1816) galt ein viertel Jahrhundert lang als Standardwerk und hat vielleicht mehr zum Fortschritt der Chemie beigetragen als Thénards zahlreiche Entdeckungen.
Kurz nach seiner Anstellung als Repetitor am Polytechnikum begann er eine lebenslange Freundschaft mit Joseph Louis Gay-Lussac (1778–1850). Die zwei führten viele Forschungen gemeinsam durch. Sorgfältige Analysen brachten ihn dazu, Claude Louis Berthollets (1748–1822) theoretische Ansichten über die Zusammensetzung von Metalloxiden anzufechten. Berthollet, weit davon entfernt, die Korrekturen eines Jüngeren abzulehnen, lud ihn ein, Mitglied der Société d’Arcueil zu werden. Die im Jahre 1807 erstmals veröffentlichte Sammlung der Mémoires de Physique et de Chimie de la Société d’Arcueil zeigt, dass er neben Claude Louis Berthollet, Gay-Lussac, Alexander von Humboldt (1769–1859), um nur einige zu nennen, zu den neun Gründungsmitgliedern der Société d’Arcueil, die sich von 1806 bis 1822 traf, gehörte.
In seinem Geburtsort wurde 1861 eine Statue zur Erinnerung an ihn errichtet und 1865 änderte man den Namen seiner Heimatstadt in La Louptière-Thénard.
 Er ist namentlich auf dem Eiffelturm verewigt, siehe: Die 72 Namen auf dem Eiffelturm.
Sein Sohn Paul Thénard war auch Chemiker und bekannt für die Bekämpfung der Reblaus.

## Wissenschaftliche Leistungen

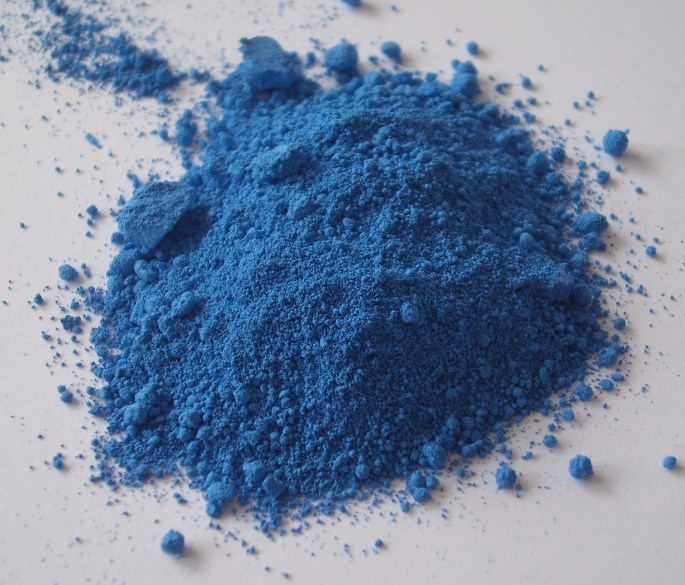
Thénards Blau (Cobaltblau) C.I. PB 28

Thénards erste Veröffentlichung von 1799 befasste sich mit den Verbindungen des Arsens und Antimons mit Sauerstoff und Schwefel. Eine seiner wichtigsten Arbeiten, 1807 begonnen, befasste sich mit zusammengesetzten Äthern. Außerdem verdienen seine Untersuchungen der Sebacinsäure und der Gallenflüssigkeit Erwähnung, ebenso seine Entdeckung des Wasserstoffperoxids. 1802 stellte er das noch heute bekannte und verwendete Pigment Thénards Blau her.
Zusammen mit Gay-Lussac arbeitete er über die chemischen Elemente Bor, Chlor, Aluminium, Silicium, Iod, Kalium, und Verbindungen wie etwa Ester. Neben zahlreichen Veröffentlichungen schrieb er ein vierbändiges Standard-Lehrbuch der Chemie.

## Schriften (Auswahl)
- mit Joseph L. Gay-Lussac: Sur la décomposition de la potasse et de la soude. In: Annales de Chimie. Band 65, 1808, S. 325–326, (Wieder in: Les Métaux légers, aluminium, glucinium, magnésium, métaux alcalins (= Les classiques de la découverte scientifique.). Gauthier-Villars, Paris 1938).
- mit Joseph L. Gay-Lussac: Recherches physico-chimiques. 2 Bände. Deterville, Paris 1811, (Digitalisate: Band 1, Band 2).
- Traité de chimie élémentaire, théorique et pratique. 4 Bände. Crochard, Paris 1813–1816, (Digitalisate: Band 1, Band 2, Band 3, Band 4).